# رود بیموک
رود بیموک (انگلیسی: Bymok) یک رودخانه در سرزمین پرم کشور روسیه است.